# Bolohan
Bolohan è un comune della Moldavia situato nel distretto di Orhei di 1.559 abitanti al censimento del 2004